# Montloué
Montloué é uma comuna francesa na região administrativa de Altos da França, no departamento de Aisne. Estende-se por uma área de 15,58 km². Em 2010 a comuna tinha 191 habitantes (densidade: 12,3 hab./km²).